# مل گیدرویک
ملانی کلر سوفی گیدرویک (‎/ˈɡɛdrɔɪtʃ/‎ GHED-roytch ,تلفظ در لهستانی: [ˈɡʲɛdrɔjt͡ɕ] ; متولد ۵ ژوئن ۱۹۶۸) بازیگر، کمدین و مجری تلویزیون انگلیسی است.
Giedroyc در ۵ ژوئن ۱۹۶۸ در اپسم، ساری متولد شد و در لدرهد بزرگ شد. پدرش، میکال یک طراح هواپیما، مهندس عمران و مورخ خانوادگی، لهستانی-لیتوانیایی‌تبار از خانواده اشرافی گیدرویچ، در سال ۱۹۴۷ به بریتانیا نقل مکان کرده بود. او در دسامبر ۲۰۱۷ درگذشت.